# 朱正色 (萬曆己丑進士)
朱正色（1562年—1638年），字穉曾，號梅瞻，直隸上海縣（今屬上海市）人。明朝政治人物，萬曆己丑進士。

## 生平
萬曆十六年（1588年）戊子科應天鄉試舉人，十七年（1589年）己丑科進士。礼部觀政，授山东淄川县知县，十九年充本省同考，二十一年升刑部福建司主事，二十三年福建恤刑，二十五年升江西司员外郎、广东司郎中，萬曆二十六年（1598年）任浙江杭州府知府。三十年八月陞浙江按察司副使、清军兼管驿传，四十二年考察，四十三年六月降補山西布政使司右参议，四十七年（1619年）考察去職。卒年七十七。